# Marsh-Nunatak
Der Marsh-Nunatak (russisch Гора Серый Бок Gora Sery Bok, deutsch ‚Graue-Seite-Berg‘) ist ein 2010 m hoher und auf der Nordflanke verschneiter Nunatak im ostantarktischen Mac-Robertson-Land. Er gehört zu den Goodspeed-Nunatakkern im südlichen Teil der Prince Charles Mountains und ragt 17 km ostsüdöstlich des Skinner-Nunataks auf.
Wissenschaftler, die im Rahmen einer Kampagne der Australian National Antarctic Research Expeditions in diesem Gebiet seismische Untersuchungen vornahmen, entdeckten ihn. Luftaufnahmen entstanden 1958 und 1960. Das Antarctic Names Committee of Australia benannte ihn nach dem Hubschrauberingenieur James H. „Jim“ Marsh, der an der Vermessung der Prince Charles Mountains im Jahr 1972 teilgenommen hatte. Die russische Benennung ist dagegen deskriptiv.